# ريتشارد نيفيل (إيرل سالزبوري الخامس)
ريتشارد نيفيل، إيرل سالزبوري الخامس (بالإنجليزية: Richard Neville, 5th Earl of Salisbury)‏ كان قائداً عسكرياً لجيش أسرة يورك في حرب الوردتين.